# Nederduits

Huidige verspreidingsgebied van de typologisch Nederlandse (in roodachtige tinten) en de Nederduitse dialecten (geel- en bruinachtig)

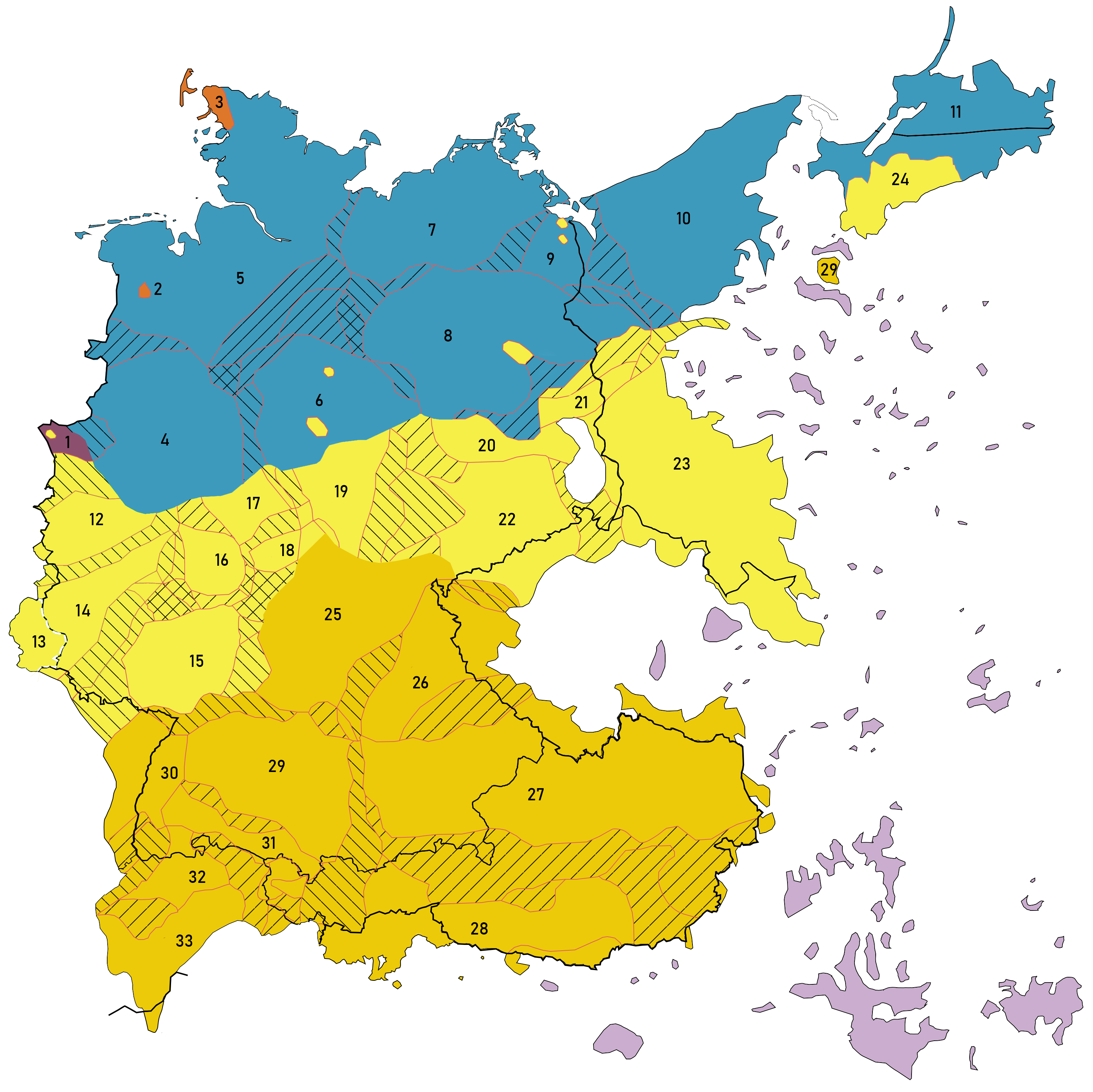
Taalgebied van continentaalwestgermaanse dialecten voor 1945 en de verdrijving van Duitsers na de Tweede Wereldoorlog

Het Nederduits (Duits: Niederdeutsch of Plattdeutsch) verwijst naar een hoofdzakelijk in Noord-Duitsland en Oost-Nederland gesproken groep onderling verwante West-Germaanse taalvariëteiten. De in Nederland gesproken dialecten worden over het algemeen niet als Nederduits, maar als "Nedersaksisch" aangeduid. Het betreft echter taaltypologisch gezien varianten binnen dezelfde taal als over de Duitse grens. Het Nederduits heeft geen gestandaardiseerde vorm.
De Nederduitse taalvariëteiten maken deel uit van een veel groter geheel, dat in de dialectologie het Continentaal Westgermaans dialectcontinuüm heet. Onder dit laatste vallen zowel de Nederlandse als de Duitse dialecten. Samen met het Engels, Nederlands, Fries en Duits wordt het Nederduits als een van de hoofdvormen van het West-Germaans beschouwd.

## Verschillende definities
Binnen de moderne taalkunde kent het begrip Nederduits twee gangbare definities:
- Als de overkoepelende naam voor de Nedersaksische (West-Nederduitse) en Oost-Nederduitse dialecten.
- Als de naam voor de Nedersaksische en Oost-Nederduitse dialecten die de Duitse standaardtaal als Dachsprache ("daktaal") hebben.

De term Nedersaksisch kan voor de eerst genoemde definitie als synoniem gelden. De term wordt, met name in Nederlandstalige en sommige Engelstalige publicaties, ook gebruikt voor de Nederduitse dialecten die het Nederlands als daktaal hebben, d.w.z. de Nederduitse dialecten in Oost-Nederland.
In de begindagen van de Germaanse taalkunde, gedurende de 19e en eerste helft van de 20ste eeuw, werd het begrip Nederduits in een derde, nu verouderde, zin gebruikt; voor alle West-Germaanse dialecten die geen deel hadden genomen aan de Tweede Germaanse klankverschuiving; dat wil zeggen het Nederduits, het Fries, het Engels en het Nederlands. Na de Tweede Wereldoorlog is deze begripsduiding steeds verder uitgehold en inmiddels geldt deze als achterhaald.

## Aantal sprekers
In 2016 waren er 2,2 miljoen sprekers in Duitsland onder de zelf-gerapporteerde categorie 'zeer goed' en bijna 5 miljoen sprekers onder de categorieën 'zeer goed' en 'goed', voornamelijk ouderen. In Nederland werd het aantal sprekers thuis eind 2002 nog op circa 1,6 miljoen geschat en in totaal op circa 2,15 miljoen verdeeld over de categorieën 'zeer goed', 'goed' en 'redelijk.' Met name in Duitsland loopt het aantal sprekers van Nederduitse dialecten in rap tempo terug en hier wordt de taal als uitstervend beschreven.

## Geografische spreiding en onderverdeling
Het Nederduits in brede zin heeft twee ondergroepen, waarbij het Nedersaksisch ofwel West-Nederduits door de meeste taalkundigen nogmaals onderverdeeld wordt in een door het Nederlands en een door het Duits beïnvloede groep:
- Nedersaksisch (West-Nederduits)
De Nedersaksische dialecten worden gesproken in het oosten van Nederland en in Duitsland ten noordwesten van de Benrather linie. Sinds de Vroege Middeleeuwen staan deze gebieden onder de groeiende invloed van twee andere taalcentra, die van het Middelhoogduits (uitstralend vanuit Saksen) en die van het Nederlands/ Nederfrankisch, uitstralend vanuit Vlaanderen en later het gewest Holland. De Nedersaksische dialecten zijn hierdoor effectief gesplitst in een Nederlandse en een Duitse invloedssfeer die taalkundig een grote weerslag op deze dialecten heeft gehad. Het overgangsgebied tussen deze invloedssferen loopt nu grotendeels gelijk met de rijksgrenzen, maar lag tot in de 19e eeuw oostelijker dan nu het geval is, ruwweg aan de Wezer.

- Oost-Nederduits 
De Oost-Nederduitse dialecten worden gesproken in het noordoosten van Duitsland ten noorden van de Benrather Linie. De Oost-Nederduitse dialecten zijn niet uitsluitend Nederduits-Nedersaksisch in hun oorsprong, maar het resultaat van het vermengen van Nederlands-Nederfrankisch dialecten (minderheid) en Nedersaksische dialecten (meerderheid) gedurende de Ostsiedlung.